# Baketmut
Baketmut ("Serva di Mut") (fl. XIII secolo a.C.) è stata una principessa egizia, figlia di Ramses II e, molto probabilmente, della regina Nefertari.
| G15 | X1 | G29 | V31 · D40 · X1 | B1 |

B3k.t Mwt
Di lei non abbiamo notizie certe, se non alcune raffigurazioni che la ritraggono insieme al padre o alla sua famiglia.